# Абіра

42°45′46″ пн. ш. 141°49′5″ сх. д. / 42.76278° пн. ш. 141.81806° сх. д.
Абі́ра (яп. 安平町, あびらちょう, МФА: [abʲiɾa t͡ɕoː]) — містечко в Японії, в повіті Юфуцу округу Ібурі префектури Хоккайдо. Станом на 1 жовтня 2008 року площа містечка становила 237,13 км². Станом на 31 березня 2017 населення містечка становило 8274 осіб.